# Saarloq
Saarloq é um assentamento no município de Kujalleq, no sul da Gronelândia. Em 2010 tinha 44 habitantes.

## Geografia
O assentamento está localizado na Ilha Saarloq, banhada pelo Mar do Labrador ao pé do Fiorde de Qaqortoq, a 26km a oeste de Alluitsup Paa e a 20km a sul de Qaqortoq.

## Infra-estrutura e comunicações
O assentamento tem a sua própria igreja e 1 escola - Atuarfik Saarloq (que em Gronelandês significa: Escola de Saarloq) e possuí 5 a 6 alunos. O assentamento não tem aeroporto nem heliporto, portanto o transporte é feito somente pelo mar. A água potável é fornecida através da Dessalinização da água do mar.

## População
A maioria das localidades do sul da Gronelândia estão se rapidamente despovoando. Saarloq perdeu mais de metade da população em relação a 1990 e um terço em relação a 2000.